# Care-Energy
Care-Energy war ein deutsches Energieversorgungsunternehmen für Strom und Gas mit Sitz in Hamburg. Geschäftsmodell und -gebaren des Billigstromanbieters stießen wiederholt auf Kritik und behördliche Sanktionen. Am 17. Februar 2017 meldete die Holding Insolvenz an.

## Unternehmensstruktur
Das Unternehmen besteht aus einer Holding- und Vertriebsgesellschaft, der Care-Energy Holding GmbH. Alleingesellschafter und Geschäftsführer war bis zu seinem Tod am 21. Januar 2017 der österreichische Unternehmer Martin Kristek. Die Tochtergesellschaften der Care-Energy Holding sind die Care-Energy Management GmbH als sogenannter Energiedienstleister, der Energieversorger United Power & Gas GmbH & Co. KG und die für das Marketing zuständige Care-Energy Verlag GmbH. Bis Juni 2014 firmierte die Unternehmensgruppe als mk-group, die Bezeichnung der Konzerngesellschaften wechselte ebenfalls mehrfach. Daneben besteht die Care-Energy AG als Energieversorger mit Sitz in München.

## Geschäftsmodell
Care-Energy bot nach eigenen Angaben eine so genannte „Energiedienstleistung“ an, bei der das Unternehmen im Wege des Contracting vermeintliche „Nutzenergie“ an Verbraucher lieferte.
Bei diesem Modell schloss der Stromkunde mit einem „Energiedienstleister“ einen „Energiedienstleistungsvertrag“ ab. Darin wurde eine weitere Gesellschaft, der „Netzbetreiber“, mit dem Betrieb des „Hausnetzes“ und sämtlichen Geräten des Kunden beauftragt, das den gelieferten Strom in „Nutzenergie“, also zum Beispiel Licht „umwandelte“. Gleichzeitig wurde der „Netzbetreiber“ mit der Beschaffung und Lieferung von Ökostrom beauftragt. Damit stand – auf dem Papier – zwischen den Stromkunden und dem „Energiedienstleister“ der „Netzbetreiber“. Alle genannten Gesellschaften gehörten dabei zur selben Holdinggesellschaft, also zu demselben Unternehmen.
Diese Bereitstellung von Nutzenergie war nach Ansicht von Care-Energy nicht Energieversorgung im Sinne des Energiewirtschaftsgesetzes und daher ohne Pflicht zur Entrichtung der EEG-Umlage.

## Geschichte
Care-Energy bot ab Ende 2011 seine „Energiedienstleistung“ an. Eine Kilowattstunde Ökostrom kostete so 19,9 Cent,  durchschnittlich 40 Prozent weniger als bei der Konkurrenz. Bei einem Einkaufspreis von 19,84 Cent wollte das Unternehmen vor allem an der Grundgebühr von monatlich 6,99 Euro verdienen. Darüber hinaus verkaufte es Elektrogeräte über seine Website.
Ende 2012 erhoben die Übertragungsnetzbetreiber Amprion, Tennet und 50Hertz gegen Care-Energy Klage auf Zahlung der EEG-Umlage, da das Geschäftsmodell als Schein-Contracting bewertet wurde.
Im Mai 2013 mahnte der Verbraucherzentrale Bundesverband die Care-Energy-Unternehmensgruppe wegen unzulässiger Allgemeiner Geschäftsbedingungen und unlauterer Werbung ab. Ein Konkurrent streute das Gerücht, dass die Kunden aufgrund der Vertragsstruktur im Falle einer Insolvenz nicht auf die Grundversorgung zurückgreifen könnten. Zu diesem Zeitpunkt hatte das Unternehmen nach eigenen Angaben mehr als 250.000 Kunden über ein Netz von mehr als 8.000 selbstständigen Vertretern gewonnen. und im Jahr zuvor einen Umsatz von etwa 100 Millionen Euro erzielt.
Im Juni 2013 verhängte die Bundesnetzagentur ein Bußgeld wegen unterlassener Anzeige der Energiebelieferung in Höhe von 40.000 Euro. Faktisch sei das Geschäftsmodell „nichts anderes […] als klassischer Stromvertrieb“. In der Folge war das Unternehmen verpflichtet, die EEG-Umlage für die gelieferte Energie zu zahlen.
Im Juli 2013 wurde bekannt, dass die Unternehmensgruppe in den Jahren 2009, 2010 und 2011 ihren Bilanzierungspflichten nicht nachgekommen war und das Bundesjustizamt deswegen Ordnungsgelder verhängt hatte.
In einer Reihe von Fällen verweigerten oder kündigten Verteilnetzbetreiber 2012 und 2013 Care-Energy zeitweise den Netzzugang wegen der Vertragsstruktur oder aufgrund von Zahlungsrückständen. Dazu gehörten die Netzbetreiber Vattenfall, ZEV, Netzdienste Rhein-Main, Hanau-Netz, die Thüringer Energienetze, das Bayernwerk, Delitzsch Netz, Netz Leipzig, Mitnetz und die enercity Netzgesellschaft.
Im Oktober 2013 firmierte die Versorgungstochter mk-energy um in United Power & Gas. Im November 2014 erhöhte Care-Energy für 2014 die Preise für Bestandskunden im Tarif Classic auf 24,9 Cent pro Kilowattstunde und die monatliche Grundgebühr auf 9,90 Euro. Neukunden wurde dagegen weiterhin für 12 Monate ein Preis von 19,9 Cent pro Kilowattstunde garantiert.
Im Dezember 2014 verhängte die Bundesnetzagentur ein weiteres Bußgeld in Höhe von 400.000 € gegen das Unternehmen, wieder wegen unterlassener Anzeige der Energiebelieferung. Zu diesem Zeitpunkt hatte Care-Energy nach eigenen Angaben rund 360.000 Kunden und beschäftigte 7000 Mitarbeiter. Ein neues Angebot wurde eingeführt, bei dem Strom gratis geliefert werden sollte, wenn die Kunden für eine bestimmte Summe Elektrogeräte im Online-Shop des Unternehmens kauften.
Mitte 2015 trat die Care-Energy AG mit Sitz in München an die Stelle der Versorgungsgesellschaft United Power & Gas. Die Care-Energy AG sei dabei ein herkömmlicher Energieversorger und führe die EEG-Umlage ab.
Im November 2015 entschied das Landgericht Hamburg in erster Instanz, dass Care-Energy, genauer die Konzerngesellschaft Care Energy Energiedienstleistung (zuvor mk-power Ihr Energiedienstleister, mittlerweile in Expertos Unternehmens- und Wirtschaftsberatung umbenannt) rund 82 Millionen Euro EEG-Umlage nachzahlen müsse. Care-Energy legte erfolglos Berufung gegen das Urteil ein, jedoch ließ das Hanseatische Oberlandesgericht die Revision zu. In einem früheren Prozess war die Klage vom Oberlandesgericht noch abgewiesen worden, weil die falsche Konzerngesellschaft verklagt worden war.
Mitte 2016 kündigten die Übertragungsnetzbetreiber 50Hertz und Tennet der Care-Energy AG den Bilanzkreisvertrag wegen ausstehender Abschlagszahlungen für die EEG-Umlage. Die betroffenen Kunden fielen in den Grundversorgungstarif.
Martin Kristek, der Gründer und Geschäftsführer der Care-Energy Gruppe, starb im Januar 2017 an einem Herzinfarkt. Die Führung der Care Energy Management GmbH übernahm der zuvor als Pressesprecher fungierende Marc März.
Nach Unternehmensangaben wurden 2017 in Deutschland noch 12.500 Kunden mit Strom und 2000 Kunden mit Gas sowie in Österreich 12.900 Kunden mit Strom versorgt.

## Insolvenz 2017
Mitte Februar 2017 meldeten die Care-Energy AG, die Care-Energy Holding GmbH und die Care-Energy Management GmbH Insolvenz an.